# Abellinum
Abellinum (in der Nähe des heutigen Avellino) war eine antike Stadt der Hirpiner in Kampanien. Sie lag an der südlichen Grenze zu Samnium auf einer Terrasse links des Sabato, westlich des heutigen Ortes Atripalda.

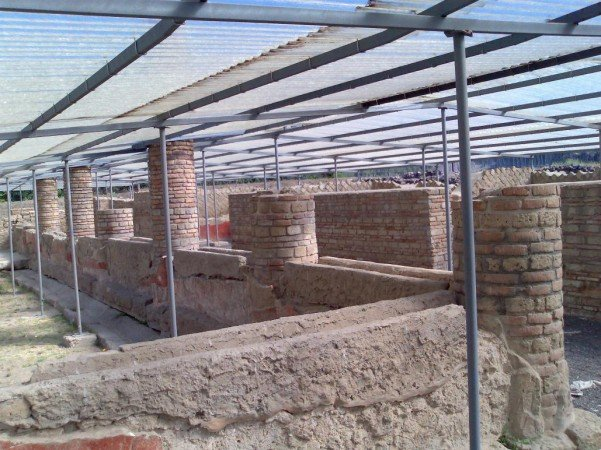
Ruinen von Abellinum, Oktober 2009

Die Stadt gehörte seit den Samnitenkriegen im 3. Jahrhundert v. Chr. zum römischen Herrschaftsbereich und wurde unter Sulla Colonia Veneria Abellinatium, die zur Tribus Galeria gehörte. Sie wurde unter Augustus (unter Hinzufügung des Namens seiner Frau Livia, die im Hirpinerland begütert war: Colonia Veneria Livia Abellinatium) und Severus Alexander (Colonia Veneria Livia Alexandriana Abellinatium) ausgebaut. Nach einem Erdbeben (346), einem Vulkanausbruch (472) und den Einfällen der Goten und Langobarden im 6. Jahrhundert wurde die Stadt aufgegeben. Die Einwohner ließen sich auf den Höhen der Umgebung nieder, wo das heutige Avellino entstand. 
Erhalten sind zwei Mauergürtel aus dem 3. Jahrhundert v. Chr. mit Türmen und einem Graben aus augusteischer Zeit, Thermen und Wohnhäuser. Außerhalb der Stadtmauern finden sich auch Reste eines Amphitheaters sowie eines nach Misenum führenden Aquäduktes. Im Osten gibt es eine bis in christliche Zeit genutzte Nekropole (San Ippolisto). Funde finden sich im Museo Irpino in Avellino.